# مونتياغودو دي لاس ساليناس
بلدية مونتياغودو دي لاس ساليناس (بالإسبانية: Monteagudo de las Salinas)‏، هي إحدى بلديات مقاطعة قونكة إحدى مقاطعات إسبانيا، و التي تقع في منطقة قشتالة لا منتشا وسط البلاد, و المائلة لجهة الشرق من إسبانيا.
يبلغ عدد سكانها 158 نسمة وفقاً لإحصائية سنة (2007).